# Patrón

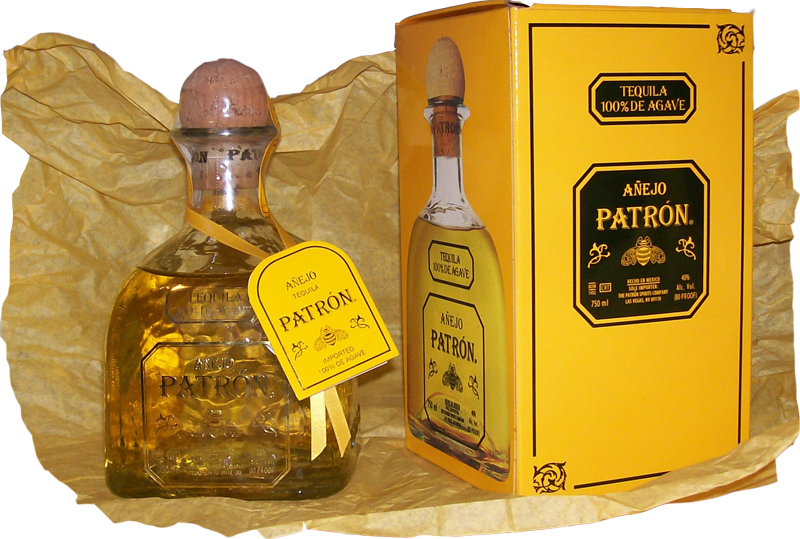
Złoty Patrón, Patrón Añejo

Patrón – marka meksykańskich tequili, sprzedawanych w oryginalnych, numerowanych butelkach.
Produkowana wyłącznie z „piñas”, czyli korzeni agawy. Dostępne są takie rodzaje jak Silver, Añejo, Reposado, Gran Patrón Platinum oraz Gran Patrón Burdeos. W sprzedaży jest również mieszanka tequila-kawa, znana jako Patrón X.O. Cafe, a także cytrynowy triple sec Patrón Citronge.
Firma The Patrón Spirits Company (początkowo St. Maarten Spirits, Ltd.), jedyny producent tego napoju, zołożona została w 1989 w Las Vegas przez Johna Paula DeJorię.
Tequila ta popularna jest w środowisku amerykańskiej muzyki hip-hop, rap oraz R&B.
Od 2010 roku Patrón jest głównym sponsorem ALMS.